# Капустин Яр
Капу́стин Яр — ракетный полигон в северо-восточной части Астраханской области России. Официальное название: 4-й государственный центральный межвидовой полигон Российской Федерации (4 ГЦМП). Условное наименование: войсковая часть 15644.
Полигон был создан 13 мая 1946 года как Государственный центральный полигон Министерства Вооружённых Сил Союза ССР для испытаний ракетного вооружения, первых советских баллистических и зенитных ракет.
Административно-жилой центр полигона — город Знаменск (ЗАТО) с численностью населения 26 934 чел. (2017). Именуется полигон по названию расположенного рядом старинного села Капустин Яр, примыкающего с юго-востока к городу Знаменску. Вблизи города Знаменск имеется военный аэродром Капустин Яр.

## История полигона

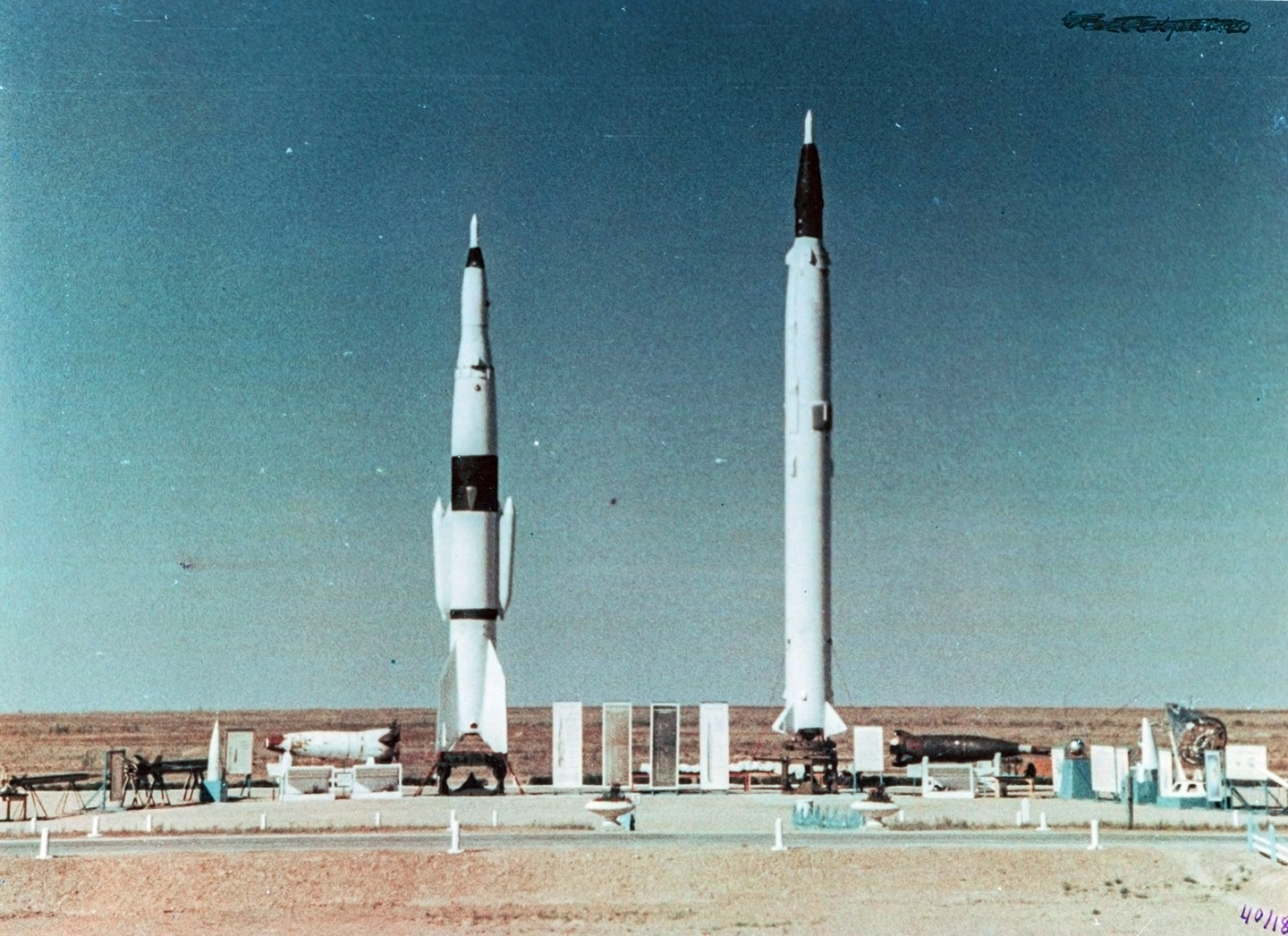
Геофизические ракеты Р-2А и Р-5А

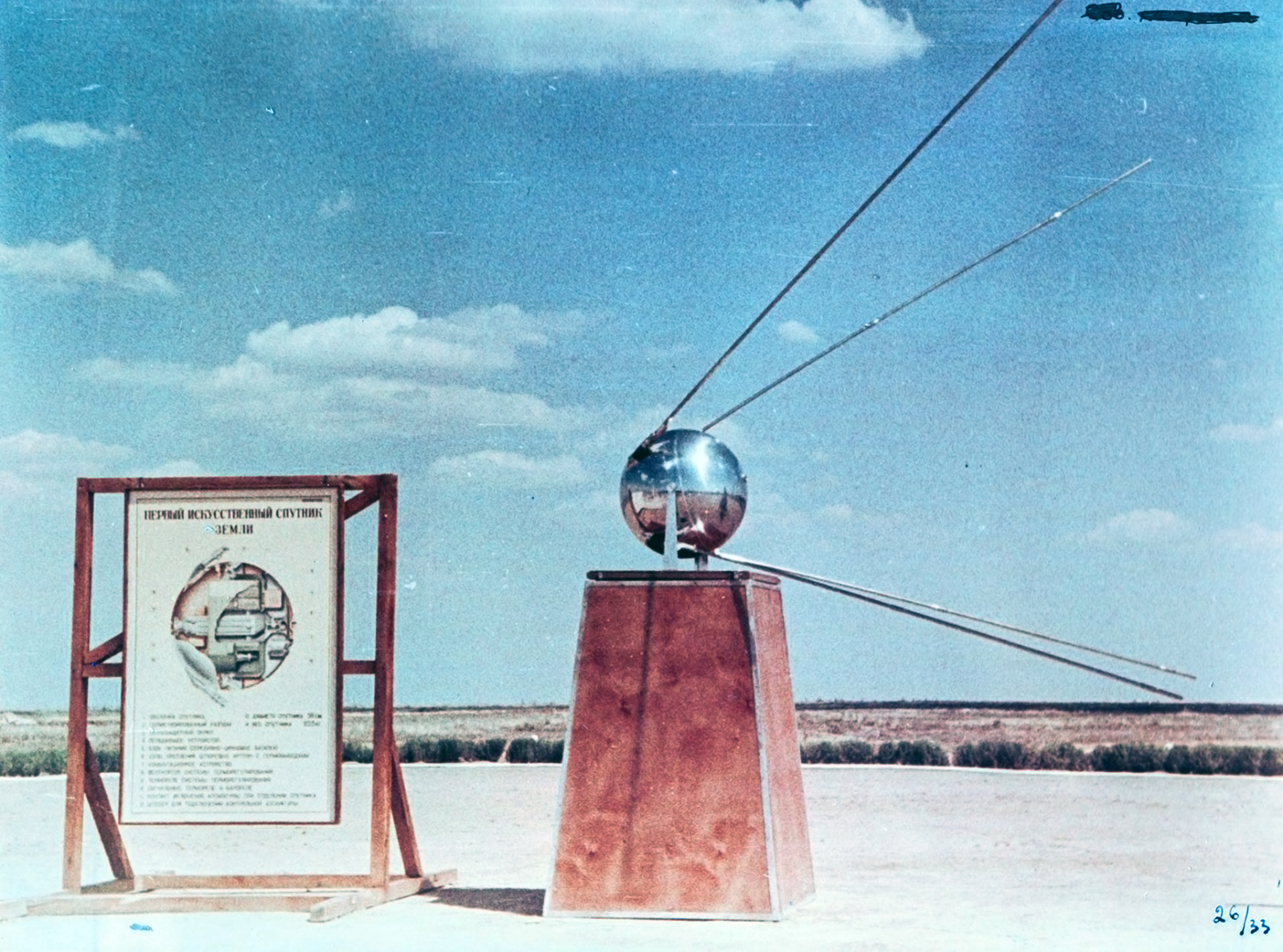
Макет спутника «Космос-1» (Спутник-11) на полигоне

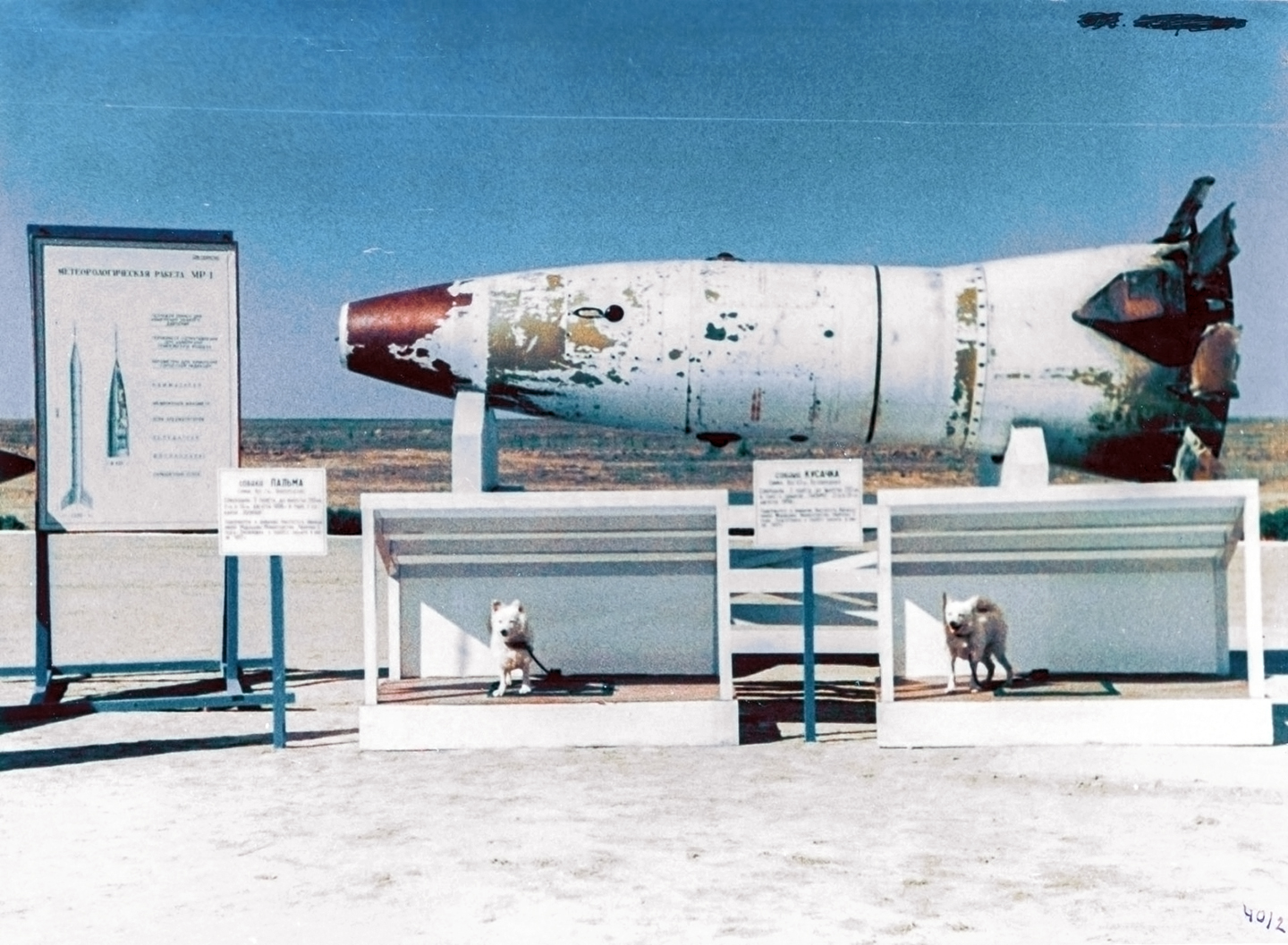
Ракета Р-2А с двумя собаками-испытателями (Пальма и Кусачка)

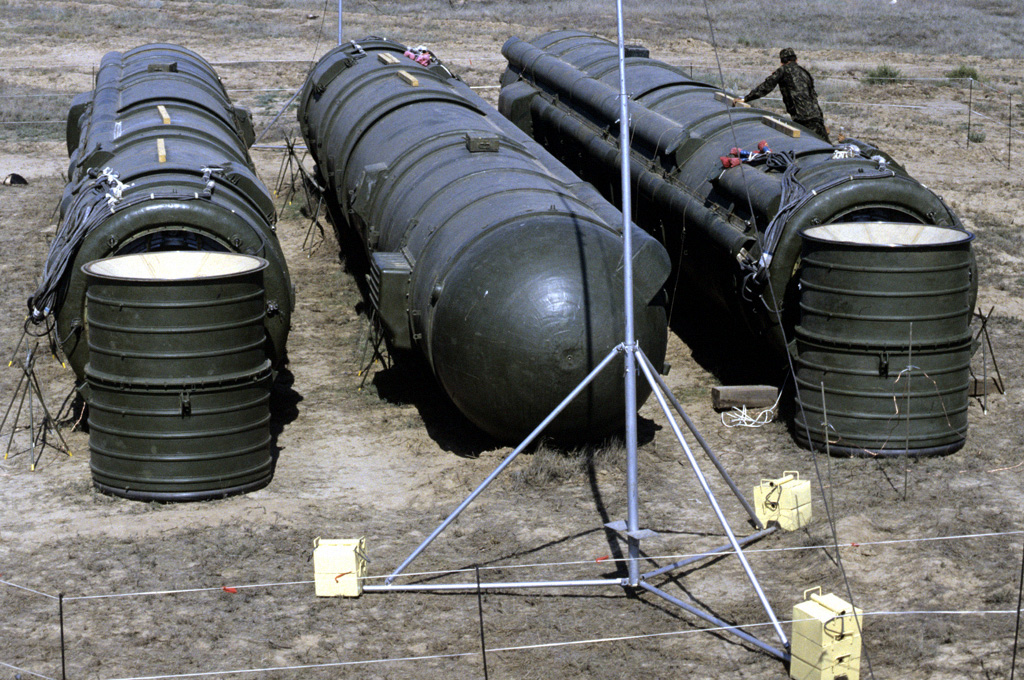
Ракеты РСД-10, подготовленные для уничтожения

### Общие сведения
На полигоне возможны запуски на орбиты наклонением, градусов: минимальное 48,4 (азимут пуска 90 градусов), максимальное 50,7. Площадь полигона около 650 км² (занимал ранее площадь до 0,40 млн га), расположен большей частью в России, но занимает также земли в пределах Атырауской и Западно-Казахстанской областей Казахстана.
Помимо 4 ГЦМП, на данной территории также дислоцируются:
- 439-я гвардейская реактивная артиллерийская Перекопская ордена Кутузова бригада (в/ч 48315);
- 60-й учебный ордена Красной Звезды центр боевого применения имени маршала артиллерии Г. Е. Передельского[3] (в/ч 47209);
- 788-й научно-испытательный центр вооружения и военной техники сухопутных войск (в/ч 21065);
- 708-й научно-исследовательский испытательный центр средств ПВО межвидового назначения (в/ч 29139);
- 30-я отдельная инженерно-испытательная часть (в/ч 52910);
- ФГОУ среднего профессионального образования «161-я школа техников РВСН» (в/ч 75376);
- 261-й научно-испытательный центр РВСН (в/ч 15646);
- 118-й научно-исследовательский центр (в/ч 74322);
- несколько вспомогательных частей, обеспечивающих деятельность полигона;
- 2 площадка (в/ч 30072).

### Создание
3 июня 1947 года Постановлением Совета Министров СССР и ЦК ВКП(б) № 2642—817 местом дислокации нового ракетного полигона был определён Капустин Яр, начальником полигона назначен генерал-майор В. И. Вознюк, а начальником штаба ГЦП — полковник М. З. Слепаков. На будущий полигон первые офицеры прибыли 20 августа 1947 года.
В сентябре 1947 года из Германии прибыла бригада особого назначения Резерва Верховного главного командования генерал-майора артиллерии А. Ф. Тверецкого (с 1950 года — 22-я БОН РВГК), затем два спецпоезда с вывезенным из Германии оборудованием. К началу октября 1947 года, помимо бетонного испытательного стенда и бункера на 1-й площадке, были построены стартовая площадка с бункером, временная техническая позиция, монтажный корпус; построено шоссе и 20-километровая железнодорожная ветка, соединяющая полигон с главной магистралью на Сталинград (ныне Волгоград).
Строительства жилья на полигоне не велось вплоть до 1948 года, строители и испытатели жили в палатках, землянках, временных постройках, а также квартировались в крестьянских избах села Капустин Яр. Руководство полигона проживало в спецпоезде. К 1 октября 1947 года В. В. Вознюк доложил руководству о готовности полигона для проведения пусков ракет, 14 октября 1947 года на полигон прибыла первая партия ракет Фау-2 (А-4).

### Испытания ракет
18 октября 1947 года в 10:47 по московскому времени произведён первый старт баллистической ракеты в СССР. В период с 18 октября по 13 ноября 1947 года были запущены 11 ракет Фау-2, из которых 9 достигли цели (хотя и с большим отклонением от заданной траектории) и 2 потерпели аварию.
С 1947 по 1957 годы Капустин Яр был единственным местом испытаний советских баллистических ракет. На полигоне были проведены испытания ракет Р-1 (сентябрь — октябрь 1948 года, сентябрь — октябрь 1949 года), Р-2 (сентябрь — октябрь 1949 года), Р-5 (март 1953), Р-12, Р-14, и т. д.
2 сентября 1959 года на полигоне ракета (Р-12), впервые в мире, стартовала из шахтной пусковой установки.
В 1957—1959 годах на полигоне Капустин Яр проходили пуски межконтинентальной крылатой ракеты «Буря».
20 мая 1960 года на территории полигона был образован Учебный центр ракетных войск сухопутных войск, в задачи которого входило формирование боевой слаженности создаваемых ракетных частей, обучение и переподготовка специалистов-ракетчиков, создание нормативных документов для всесторонней боевой деятельности ракетных частей Сухопутных войск.
В последующие годы на полигоне испытывалось и испытывается большое количество разнообразных ракет малой и средней дальности, крылатых ракет, комплексов и ракет ПВО.

### Запуски спутников
16 марта 1962 года Капустин Яр стал космодромом: был осуществлён запуск спутника «Космос-1». В дальнейшем с космодрома Капустин Яр стартовали небольшие исследовательские спутники, для запуска которых использовалась ракета-носитель лёгкого класса серии «Космос».
С 1969 по 1976 годы с полигона Капустин Яр осуществлено 10 запусков по программе «Интеркосмос» (ракеты «Космос-2», «Космос-3М»).
Последний орбитальный запуск с полигона осуществлён 19 июня 2008 года, когда ракетой «Космос-3М» на орбиту были выведены шесть спутников связи американской телекоммуникационной компании Orbcomm.
Летом 2019 года в СМИ появились сообщения, что единственная оставшаяся площадка для космических пусков на полигоне Капустин Яр будет ликвидирована в конце 2020 года.
За время эксплуатации космодрома (1961—2008) с полигона Капустин Яр был осуществлён 101 орбитальный запуск ракет-носителей со 106 космическими аппаратами. 85 запусков были успешны. После распада СССР были выполнены только два орбитальных запуска — в 1999 и 2008 годах.

### Ядерные испытания
С 1957 по 1962 год с территории полигона Капустин Яр было произведено 10 запусков ракет для проведения ядерных испытаний в атмосфере и за её пределами. В рамках подготовки ядерных испытаний использовалось специальное обозначение: Ракетный испытательный полигон (РИП).
По открытым данным, начиная с 1950-х на полигоне Капустин Яр проведено как минимум 11 ядерных взрывов (на высоте от 300 м до 5,5 км), суммарная мощность которых составляет примерно 65 атомных бомб, сброшенных на Хиросиму. 

### В настоящее время
Кроме ядерных испытаний, в Капустином Яре было взорвано 24 тысячи управляемых ракет, испытано 177 образцов военной техники, уничтожено 619 ракет РСД-10.
В 1994 году в состав 4 ГЦП Минобороны России вошёл испытательный полигон войск Противовоздушной обороны, построенный вблизи ракетного полигона в 1950—1951 годах. В октябре 1998 года 4 государственный центральный полигон преобразован в 4 государственный центральный межвидовой полигон. В 1998 году полигон «Сары-Шаган» (находящийся в юго-восточном Казахстане и арендуемый Россией) был выведен из состава войск ПВО и переподчинён 4-му государственному центральному межвидовому полигону. В 1999 году на полигон «Капустин Яр» перебазированы российские войска с 11-го государственного научно-исследовательского испытательного полигона МО РФ «Эмба» в связи с расформированием последнего.
Утром 27 сентября 2007 года на полигоне скончался от сердечного приступа генеральный конструктор НПО «Алмаз» Александр Леманский, руководитель работ по ЗРС С-400 «Триумф» и по другим системам ПВО и ПРО.
В 2008 году Россия осуществила 27 запусков ракет-носителей, сохранив за собой первое место в мире по количеству пусков и превзойдя свой собственный показатель за 2007 год; большинство (19) из 27 запусков выполнены с космодрома Байконур, шесть — с космодрома Плесецк (Архангельская область), по одному старту осуществлено с пусковой базы «Ясный» (Оренбургская область) и полигона Капустин Яр.
12 апреля 2024 года с полигона Капустин Яр был произведен успешный пуск межконтинентальной баллистической ракеты (МБР) подвижного грунтового комплекса.

### Полёт «Канберры»
Западные разведслужбы узнали о существовании полигона от возвратившихся на родину пленных немецких учёных.
Для дополнительного сбора разведданных в августе 1953 года был совершён полёт специально подготовленного британского самолёта-разведчика «Канберра» (Canberra PR3, бортовой номер WH726), оснащённого уникальной фотокамерой «Робин». Самолёт стартовал с авиабазы Giebelstadt в ФРГ и, пролетев вдоль Волги на высоте более 20 км, приблизился к Капустину Яру.
Поднятые по тревоге МиГи смогли лишь незначительно повредить самолёт. Совершив фотосъёмку полигона, «Канберра» пересекла Каспийское море и приземлилась в иранском Тебризе.
В результате полёта были получены снимки секретных объектов полигона. Успех операции дал толчок развитию программ спутниковой и аэрофотосъёмки военных объектов в СССР и других социалистических странах.

### Экологические проблемы
После распада СССР в казахстанских источниках стали появляться сведения о загрязнении почвы и воды на прилегающей к полигону территории цезием-137, стронцием-89 и другими радиоактивными изотопами, содержание которых «в несколько раз выше допустимых норм». В ходе медицинских обследований было установлено, что на прилегающих к полигону территориях уровень психических заболеваний (особенно у детей) среди местного населения в 2,3 раза выше среднего уровня по Западно-Казахстанской области и в 2,1 раза выше уровня по Казахстану. Также часты злокачественные опухоли, лёгочные заболевания, нарушения иммунной системы и состава крови. Например, в 1980—1989 годах число больных со злокачественными опухолями, по сравнению с 1972 годом, увеличилось в 4 раза.
Согласно результатам исследований, проводившихся в 2009—2013 годах в прилегающих к Капустину Яру районах Западно-Казахстанской области, в Жангалинском районе наблюдалась повышенная частота врождённых пороков развития у детей, а также осложнений течения беременностей и исходов родов. Однако, в Бокейординском районе показатели осложнений течения и исходов беременности, а также смертности от новообразований оказались ниже средних по стране. Кроме того, в обоих районах отмечены низкие показатели детской смертности (для детей до 5 лет и до 14 лет).

## История испытаний
| №  | Дата             | Изделие                 |
| -- | ---------------- | ----------------------- |
| 1  | октябрь 1947     | A-4 (V-2)               |
| 2  | 18 октября 1947  | «Изделие Т» (копия V-2) |
| 3  |                  | С-25 «Беркут»           |
| 4  | 10 октября 1948  | Р-1                     |
| 5  | 3 января 1955    | Р-11ФМ                  |
| 6  | 20 января 1955   | Р-5М                    |
| 7  | 2 февраля 1956   | Р-5М со штатной БЧ      |
| 8  | 22 июня 1957     | Р-12                    |
| 9  | март 1959        | Р-13                    |
| 10 | 6 июля 1960      | Р-14                    |
| 11 | 11 февраля 1962  | Р-14У-«Чусовая»         |
| 12 | 16 марта 1962    | 11К63 «Космос»          |
| 13 | 21 сентября 1974 | РТ-21М РСД-10 «Пионер»  |
| 14 | 12 февраля 1999  | ЗРС С-400 «Триумф»      |
| 15 | 2000-е           | Тополь-М                |
| 16 | 2006             | Искандер-М              |
| 17 | 29 мая 2007      | Р-500                   |
| 18 | 2008             | Тополь-М                |
| 19 | 25 декабря 2017  | РС-12М «Тополь»         |

## Руководители полигона
- Вознюк, Василий Иванович, генерал-полковник артиллерии (1946—1973)
- Пичугин, Юрий Александрович, генерал-лейтенант (1973—1975)
- Дегтеренко, Павел Григорьевич, генерал-лейтенант (1975—1981)
- Лопатин, Николай Яковлевич, генерал-майор (1981—1983)
- Мазяркин, Николай Васильевич, генерал-лейтенант (1983—1991)
- Тонких, Вячеслав Константинович, генерал-лейтенант (1991—1997)
- Ющенко, Валерий Пименович, генерал-лейтенант (1997—2000)
- Перевозчиков, Николай Иванович, генерал-лейтенант (2000—2006)
- Мазуров, Валерий Михайлович, генерал-лейтенант (2006—2010)
- Королёв, Михаил Ремович, генерал-майор (2010—2014)
- Михолап, Леонид Александрович, генерал-майор (2014—2017)
- Кислов, Олег Васильевич, генерал-майор (2017—2021)[24]
- Коноваленков, Евгений Владимирович, генерал-майор (с 2021 г. по настоящее время)